# ヨハンネス・ガブリエル・グラノ
ヨハンネス・ガブリエル・グラノ（フィンランド語: Johannes Gabriel Granö、1882年3月14日 - 1956年2月23日）は、フィンランドの地理学者。主に3大学の教授、およびシベリアとモンゴルの探検者として記憶されている。また、ランドスケープに関する先駆的な研究、および純粋地理学という著作でも知られる。グラノはタルトゥ大学、ヘルシンキ大学、トゥルク大学の教授だった。

## 生涯
グラノは1900年にヘルシンキ大学に進学、はじめ植物学を専攻したが後に専攻を地理学に変更した。副専攻は生物学と地質学だった。父が1901年から1913年までオムスクでフィンランド人の司祭を務めたこともあり、学生時代は休暇をシベリアで過ごした。グラノはシベリアの環境を観察、1905年にフェンニアではじめて論文を発表、シベリアにおけるフィンランド人植民について記述した。

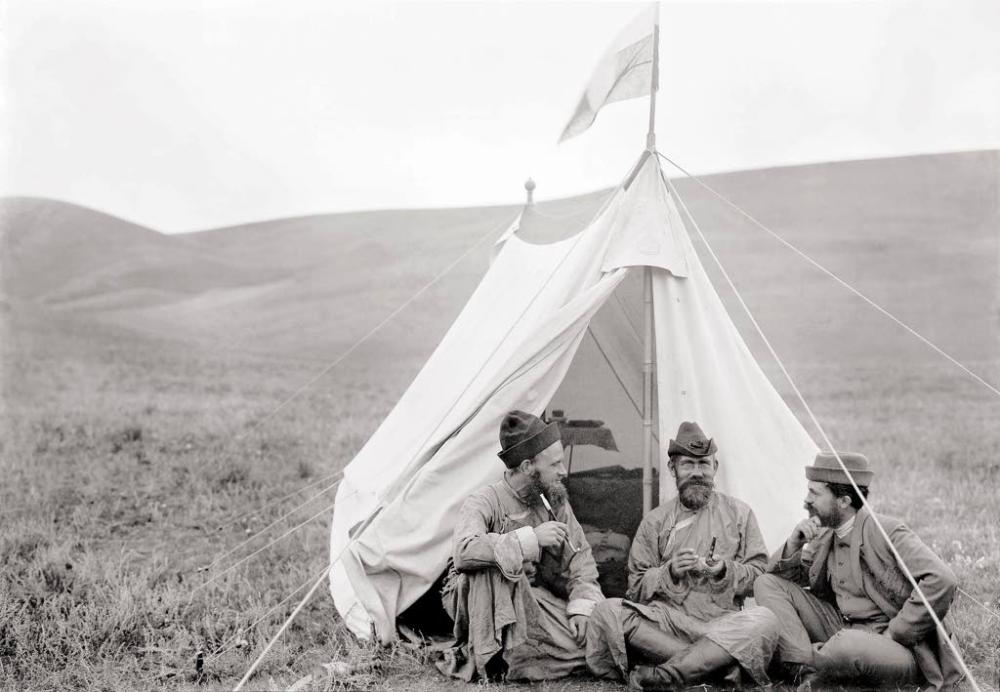
ハンガイ山脈にある3人のフィンランド人学者、1909年撮影。左から順にサカリ・パルシ、グスターフ・ラムステッド、グラノ。

グラノはフィン・ウゴル協会からの俸給を得て1906年、1907年、1909年と3度探検を行い、北モンゴル、アルタイ山脈、サヤン山脈を探索した。彼は氷河時代が山脈の形態学にもたらした影響について研究した。
1919年、グラノはタルトゥ大学の教授になった。彼はエストニア語の学部を創設、授業の組織も行った。1923年にはヘルシンキ大学に教授と「フィンランドの地図」の編集者として招聘された。次に新しくフィンランド人の大学が創設されたトゥルクに移った。グラノはトゥルクでは自身の研究に没頭するだけの時間もあった。
グラノは地理学研究の一領域である「純粋地理学」を確立した。彼は地形学だけでなく、水域、植生、人類がもたらす影響なども取り入れたランドスケープの分類法を創り出した。
グラノは多くの著作をドイツ語で出版したため、ドイツ語圏で最もよく知られている。彼がフランス語で著作を出版したのは第一次世界大戦中だけだった。グラノは研究のためにアルタイ山脈への探検中、シベリアのフィンランド人植民者の間、西シベリアとモンゴルの大草原などで大量の写真を撮った。これらの写真はフィンランド文学協会に寄贈され、2002年にヘルシンキ美術館で展示された。

## 著作
- Pure Geography, 1929, 1997年に英語訳[6]
- Altai I-II（フィンランド語版）, 1919-1921, 1993年に再版。スウェーデン語とロシア語の翻訳あり[7]
- Beiträge zur Kenntnis der Eiszeit in der nordwestlichen Mongolei und einigen ihrer südsibirischen Grenzgebirge (「北西モンゴルと南シベリア山地の氷河期考」、1910年、博士論文)[1]
- Die Nordwest-Mongolei (in "Zeitschrift der Gesellschaft für Erdkunde", 1912)
- Morphologische Forschungen im östlichen Altai (in "Zeitschrift der Gesellschaft für Erdkunde", 1914)
- Les formes du relief dans l'Altai russe et leur genése (「アルタイ山地の地形とその成立」、フェンニア（英語版）に掲載、1917)[1]
- Die landschaftlischen Einheiten Estlands (1922)
- Die geographischen Gebiete Finnlands (1931)
- Mongolische Landschaften und Örtlichkeiten (1941)
- Das Formengebäude des nord-östlischen Altai (「北東アルタイの地体構造」、1945)[1]

## 記念
小惑星グラノはヨハンネス・ガブリエル・グラノに因んで名づけられた。トゥルク大学とタルトゥ大学の提携センターはグラノを記念して「グラノ・センター」と名付けられた。